# Quần thể (sinh học)

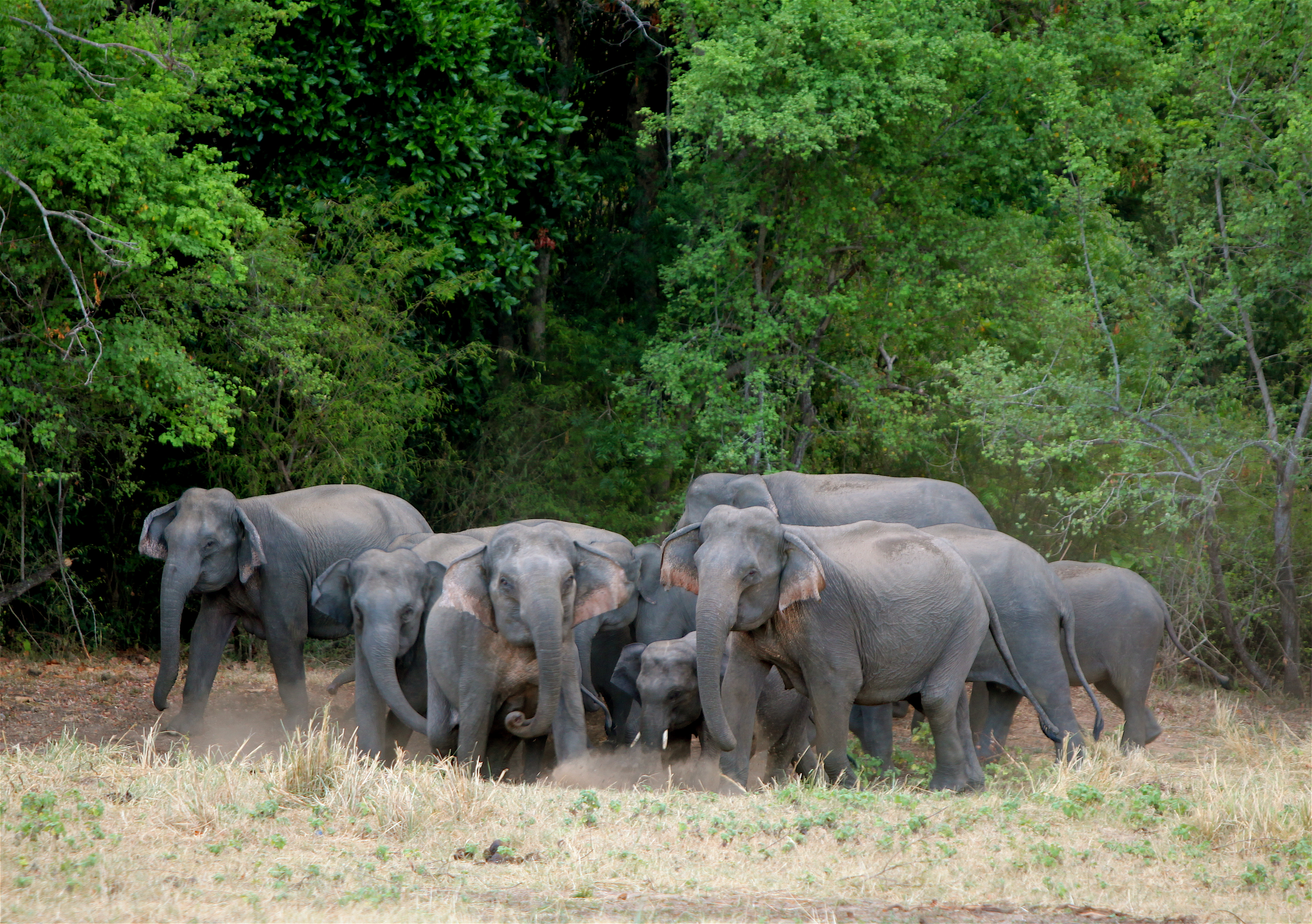
Hình 1: Một đàn voi hoang dã là hình ảnh của một quần thể.

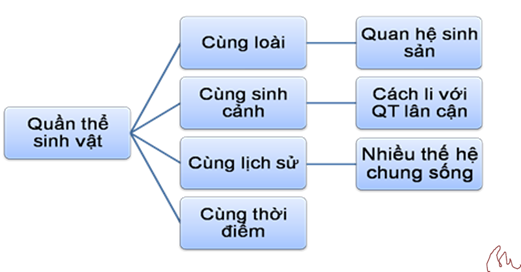
Hình 2: Các đặc điểm chính của một quần thể sinh vật.

Trong sinh học, một quần thể là tập hợp các cá thể sinh vật cùng một loài, cùng sống trong một không gian xác định, vào thời điểm nhất định, có lịch sử phát triển chung và cách ly với quần thể cùng loài khác. Khái niệm "quần thể" được sử dụng phổ biến ở Việt Nam hiện nay là thuật ngữ dịch từ tiếng Anh: population (phát âm Quốc tế: /pɒpjʊˈleɪʃən/) dùng trong sinh thái học, di truyền học và học thuyết tiến hoá thuộc ngành sinh học. Đừng nhầm với khái niệm dân số (cũng viết là population).
Một quần thể có khi chỉ sinh sản hữu tính hoặc sinh sản vô tính, hoặc có cả hai hình thức sinh sản này, nhưng những cá thể được xem là cùng quần thể, khi thoả mãn các điều kiện chính sau (hình 2):, 
- Gồm các cá thể cùng một loài, có chung một vốn gen, giữa chúng thường có quan hệ sinh sản.
- Thường phân bố cùng một không gian gọi là sinh cảnh trong hệ sinh thái.
- Cùng có lịch sử phát triển chung, nghĩa là đã trải qua nhiều thế hệ chung sống.
- Tồn tại vào cùng một thời điểm đang xét đến.

Ví dụ dễ hình dung hơn cả về một quần thể là một đàn voi thường tụ tập với nhau, trải qua nhiều đời cùng sống ở một nơi. Giữa chúng thường có quan hệ họ hàng, che chở bảo vệ lẫn nhau và các voi con thường được sinh ra trong đàn (hình 1). Một ví dụ khác về quần thể là một đàn toàn cá chép trong cùng một ao đã trải qua vài thế hệ sống chung với nhau. Đàn cá này rõ ràng là không thể vượt qua ao mà chúng đang sống để sang ao bên cạnh được - nghĩa là nó cách ly với quần thể cũng là cá chép ở ao liền kề.

## Đặc trưng cơ bản

### Cấu trúc giới tính, cấu trúc sinh sản
Cấu trúc giới tính là tỉ lệ số cá thể đực/cái của quần thể. Cấu trúc giới tính trong thiên nhiên và trong tổng số các cá thể mới sinh thường là 1:1. Tuy nhiên tỉ lệ này luôn thay đổi phụ thuộc vào đặc tính của loài, tập tính sinh sản, điều kiện môi trường, sức sống của các cá thể đực/cái. Điều này cho thấy tiềm năng sinh sản của quần thể, giúp con người chủ động điều chỉnh tỉ lệ đực cái, phù hợp cho nhu cầu sản xuất và khai thác bền vững tài nguyên.
Cấu trúc sinh sản là tỉ lệ đực/cái trong đàn sinh sản. Tỉ lệ này phụ thuộc vào tập tính sinh sản của từng loài, nhằm nâng cao khả năng thụ tinh cho trứng hay sức sống của thế hệ con cái, tăng tỉ lệ sống sót,...

### Thành phần nhóm tuổi
Đời sống của sinh vật thường gồm 3 nhóm tuổi sinh thái: trước sinh sản, sinh sản, sau sinh sản. Thành phần nhóm tuổi là tỉ lệ 3 nhóm tuổi đó trong quần thể, và phụ thuộc vào: tuổi thọ trung bình của loài, vùng phân bố, điều kiện sống, khả năng sống sót của từng nhóm tuổi. Nghiên cứu thành phần nhóm tuổi cho ta thấy được sự phát triển của quần thể trong tương lai.
Khi xếp chồng hình biểu thị các nhóm tuổi lên nhau ta được tháp tuổi (đối với quần thể người là tháp dân số). Có 3 dạng tháp như sau:
- Tháp phát triển: Đáy rộng, đỉnh nhọn dần chứng tỏ số con non nhiều, số cá thể già ít, tỉ lệ sinh nhiều, tử ít.
- Tháp ổn định: đáy rộng vừa phải, canh tháp gần như thẳng đứng chứng tỏ tỉ lệ sinh/tử xấp xỉ nhau.
- Tháp suy thoái: đáy hẹp, đỉnh rộng chứng tỏ tỉ lệ tử nhiều, sinh ít, nhiều cá thể già, ít con non.[5]

### Sự phân bố cá thể
Sự phân bố cá thể là sự chiếm cứ không gian của các cá thể trong sinh cảnh, phụ thuộc vào điều kiện môi trường và tập tính của loài.
Có 3 dạng phân bố:
- Phân bố đều khi điều kiện môi trường đồng nhất, các cá thể có tính lãnh thổ cao. Dạng phân bố này hiếm gặp trong tự nhiên.
- Phân bố theo nhóm khi điều kiện môi trường không đồng nhất, các cá thể có xu hướng tụ lại với nhau. Dạng phân bố này hay gặp trong tự nhiên.
- Phân bố ngẫu nhiên là dạng trung gian của hai dạng trên, khi điều kiện môi trường đồng nhất, các cá thể không có tính lãnh thổ cao cũng không có xu hướng tụ lại. Dạng phân bố này cũng ít gặp trong tự nhiên.[5]

### Kích thước và mật độ
Kích thước là tổng số cá thể, khối lượng hoặc năng lượng trong quần thể phù hợp với nguồn sống, không gian mà nó chiếm cứ. Những loài có kích thước cơ thể nhỏ thường tồn tại trong quần thể có kích thước lớn và ngược lại, những loài có kích thước cơ thể lớn thường sống trong quần thể có kích thước nhỏ. Mối quan hệ này bị kiểm soát chủ yếu bởi nguồn nuôi dưỡng của môi trường và đặc tính thích nghi của từng loài.
Công thức tính: Nt = No + B - D + I - E. Trong đó:
- Nt, No: Số lượng cá thể của quần thể ở thời điểm t và to
- B: Mức sinh sản
- D: Mức tử vong
- I: Mức nhập cư
- E: Mức di cư

Trong công thức trên, mỗi số hạng có thuộc tính riêng, đặc trưng cho loài và phụ thuộc vào môi trường.
Kích thước của quần thể thường có 2 mức: tối thiểu và tối đa. 
- Mức tối thiểu đặc trưng cho loài, là mức đảm bảo đủ khoảng cách cho các cá thể có khả năng duy trì và phát triển số lượng, để thực hiện các mối quan hệ nội bộ giữa các cá thể với nhau (như mối quan hệ sinh sản, hỗ trợ, hiệu quả nhóm...); cũng như duy trì vai trò của quần thể trong thiên nhiên. Dưới mức này, quần thể sẽ bị suy thoái và diệt vong.
- Mức tối đa: là số lượng của quần thể có thể đạt được tương ứng với các điều kiện của môi trường. Vì vậy mức tối đa của kích thước quần thể phụ thuộc vào điều kiện sống của môi trường và các yếu tố sinh thái khác (cạnh tranh, bệnh tật...). Theo quy luật chung thì số lượng quần thể có thể phát triển tới mức vô hạn. Nhưng trên thực tế, không gian và nguồn sống của môi trường có hạn và luôn bị chia sẻ cho những loài khác, quần thể khác nên kích thước quần thể chỉ có thể phát triển tới một giới hạn tối đa cân bằng với điều kiện môi trường.

Mật độ là số lượng, khối lượng hay năng lượng cá thể của quần thể trên một đơn vị diện tích hay thể tích mà quần thể sinh sống. Nó cũng chỉ ra khoảng cách trung bình giữa các cá thể trong vùng phân bố của quần thể.
Mật độ có ý nghĩa sinh học lớn, như một tín hiệu sinh học thông tin cho quần thể về trạng thái số lượng thưa hay mau để tự điều chỉnh. Khi số lượng cá thể tăng lên sẽ làm cho mật độ quần thể tăng. Điều này kéo theo việc nguồn sống của môi trường giảm đi, ô nhiễm môi trường. Do vậy mà sức sinh sản giảm, bệnh tật tăng lên làm cho nhiều cá thể bị chết, số lượng cá thể và mật độ giảm đi. Mật độ giảm thì nguồn sống của môi trường cung cấp cho cá thể lại nhiều lên, sự ô nhiễm môi trường giảm đi, sức sống, sức sinh sản của cá thể tăng lên làm số lượng cá thể tăng. Quá trình này lặp đi lặp lại giúp quần thể duy trì số lượng phù hợp với điều kiện môi trường. Và theo đó mật độ cũng chi phối hoạt động sinh lý của cá thể.
Cách xác định mật độ:
- Đối với quần thể vi sinh vật: đếm số lượng khuẩn lạc trong một thể tích môi trường nuôi cấy xác định.
- Thực vật nổi (phytoplankton), động vật nổi (zooplankton): đếm số lượng cá thể trong một thể tích nước xác định.
- Thực vật, động vật đáy (ít di chuyển): xác định số lượng trên ô tiêu chuẩn.
- Cá trong vực nước: đánh dấu cá thể, bắt lại, từ đó tìm ra kích thước của quần thể, suy ra mật độ. Công thức:

{\displaystyle N={\frac {C\times M}{R}}} (Petersent, 1896) 
hoặc
{\displaystyle N={\frac {(M+1)\times (C+1)}{R+1}}} (Seber 1982).
Trong đó:
- N: Số lượng cá thể của quần thể tại thời điểm đánh dấu
- M: Số cá thể được đánh dấu của lần thu mẫu thứ nhất
- C: Số cá thể được đánh dấu của lần thu mẫu thứ hai
- R: Số cá thể được đánh dấu xuất hiện ở lần thu mẫu thứ hai
- Động vật lớn: Quan sát trực tiếp hoặc gián tiếp: đếm tổ (chim), dấu chân (trên đường di kiếm ăn), số con bị mắc bẫy...[6]

### Sức sinh sản và sự tử vong
Sức sinh sản là khả năng gia tăng về mặt số lượng của quần thể. Nó phụ thuộc vào sức sinh sản của cá thể. Cụ thể:
- Số lượng trứng hay con trong một lần sinh, khả năng chăm sóc trứng hay con của cá thể loài đó
- Số lứa đẻ trong một năm (đời), tuổi trưởng thành sinh dục
- Mật độ

Sự tử vong là mức giảm số lượng cá thể của quấn thể. Nó phụ thuộc vào:
- Giới tính: sức sống của cá thể cái so với đực
- Nhóm tuổi (cá hay tử vong ở giai đoạn trứng, thủy tức sự tử vong đồng đều ở các lứa tuổi)
- Điều kiện sống[5]